# El Hamma (Marruecos)
El Hamma  (en árabe: الحامة‎, en francés: El Hamma) es una localidad marroquí perteneciente al municipio de Quetzama, la región de Tánger-Tetuán-Alhucemas. Desde 1912 hasta 1956 perteneció a la zona norte del Protectorado español de Marruecos.